# Heinz Heyne
Heinz Heyne (* 22. März 1910 in Köln; † 3. März 1998 in Hannover) war ein deutscher Politiker (unabhängig). 

## Leben
Heyne promovierte 1935 in Rostock mit der Dissertation Über die Ausbreitung entzündlicher Vorgänge in der Mundhöhle. Später war er als Arzt tätig.
Nach dem Zweiten Weltkrieg war er Mitglied des Ernannten Braunschweigischen Landtages vom 21. Februar 1946 bis 21. November 1946.
Er starb 1998 im Alter von 87 Jahren und wurde auf dem Friedhof Hannover-Bothfeld beerdigt.

## Quelle
- Barbara Simon: Abgeordnete in Niedersachsen 1946–1994. Biographisches Handbuch. Hrsg. vom Präsidenten des Niedersächsischen Landtages. Niedersächsischer Landtag, Hannover 1996, S. 161.